# ГЕС Gélǐqiáo
ГЕС Gélǐqiáo (格里桥水电站) — гідроелектростанція у центральній частині Китаю в провінції Ґуйчжоу. Знаходячись після ГЕС Дахуашуй, входить до складу каскаду на річці Qingshui, правій притоці Уцзян (великий правий доплив Янцзи).
В межах проекту річку перекрили греблею із ущільненого котком бетону висотою 124 метра, довжиною 107 метрів та шириною від 8 (по гребеню) до 97 (по основі) метрів. Вона утримує водосховище з об'ємом 69,5 млн м3 (корисний об'єм 18,8 млн м3), в якому припустиме коливання рівня поверхні у операційному режимі між позначками 709 та 719 метрів НРМ (під час повені рівень може зростати до 722,6 метра НРМ, а об'єм — до 77,4 млн м3).
Зі сховища через тунель довжиною 0,45 км з діаметром 9,6 метра ресурс подається до розташованого на лівобережжі машинного залу. На завершальному етапі прокладено напірний водовід довжиною біля 0,2 км з діаметром 6,9 метра, який розгалужується на два з діаметрами по 4,5 метра.
Основне обладнання станції становлять дві турбіни потужністю по 75 МВт, які забезпечують  виробництво 508 млн кВт-год електроенергії на рік.